# 조현 (소설가)
조현(1969년~)은 대한민국의 소설가이다. 외계 분신을 채택한 것으로 알려진 일부 예술가(특히 양성애자 록스타 Ziggy Stardust 페르소나를 발명한 영국 음악가 데이비드 보위)의 예를 따르며 자신을 "클라투행성의 지구 특파원"으로 묘사한다. 클라투는 해리 베이츠(Harry Bates)의 단편 소설 "페어웰 투 더 마스터(Farewell to the Master)"를 바탕으로 로버트 와이즈가 감독한 1951년 영화 지구 최후의 날에 등장하는 가상의 외계인 이름이기도 하다. 이는 1970년대에 같은 이름으로 활동한 캐나다 록밴드이기도 하다. 남다른 이름에서 알 수 있듯 조현은 동양의 역사와 문화를 서양의 역사와 문화를 결합한 공상과학소설을 쓴다.

## 작품
- 누구에게나 아무것도 아닌 햄버거의 역사
- 종이냅킨에 대한 우아한 철학
- 은하수를 건너-클라투행성통신1
- 「제인도우, 마이보스」, 『2017 현대문학상 수상소설집』, 현대문학, 2017년